# Peter Shilton
Peter Shilton (* 18. září 1949 Leicester, Anglie) je bývalý anglický fotbalový brankář. Je rekordmanem v počtu odehraných zápasů za Anglii (celkem 125 utkání).
V anketě Zlatý míč, která hledala nejlepšího fotbalistu Evropy, se roku 1989 umístil na pátém místě.

## Kariéra
ve své třicetileté kariéře vystřídal Peter Shilton těchto 11 klubů:

1966-1974 Leicester City 286 zápasů 1 gól

1974-1977 Stoke City 110 zápasů 0 gólů

1977-1982 Nottingham Forest 202 zápasů 0 gólů

1982-1987 Southampton 188 zápasů 0 gólů

1987-1992 Derby County 175 zápasů 0 gólů

1992-1995 Plymouth Argyle 34 zápasů 0 gólů

1995 Wimbledon 0 zápasů 0 gólů

1995 Bolton Wanderers 1 zápas 0 gólů

1995-1996 Coventry City 0 zápasů 0 gólů

1996 West Ham United 0 zápasů 0 gólů

1996-1997 Leyton Orient FC 9 zápasů 0 gólů

Celkem 1005 zápasů 1 gól